# Арменский, Евгений Викторинович
Евгений Викторинович Арменский (2 октября 1923, Буй, Костромская губерния — 7 октября 2014, Москва) — деятель российского образования и науки, доктор технических наук, профессор, заслуженный деятель науки и техники РСФСР, лауреат Государственной премии СССР, первый ректор Московского института электронного машиностроения.

## Биография
Родился в семье Викторина Петровича Арменского, главного бухгалтера Райпромкомбината и Александры Алексеевны Флеровой, учителя математики в Буйской средней школе № 1, которую он впоследствии и окончил.
В 1941 году ушёл добровольцем на фронт в составе 234-й Ярославской стрелковой коммунистической дивизии. Воевал в качестве разведчика-наблюдателя 1081-го артполка на Калининском фронте, а после ранения, в конце 1942—начале 1943 года — курсантом учебной роты связи 5-й отдельной запасной стрелковой бригады Уральского военного округа. С 1943 года по ноябрь 1945 года был командиром радиовзвода 102-го стрелкового корпуса Первого Украинского фронта. Великую Отечественную войну Евгений Викторинович закончил 9 мая 1945 года в Праге.
После демобилизации поступил в Ивановский химико-технологический институт, в котором проучился 2 курса, а затем перешёл на третий курс Московского механического института (с 1953 года — Московский инженерно-физический институт) и закончил его в 1951 году. Трудовую деятельность Е. В. Арменский начал с должности секретаря комитета ВЛКСМ МИФИ, а с 1952 года началась его педагогическая деятельность в должности ассистента кафедры «Автоматика и телемеханика» МИФИ, которая к тому времени лишь недавно была создана. В те годы молодой преподаватель активно участвовал в разработке программ обучения по новым для того времени специальностям. Окончив аспирантуру МИФИ, Е. В. Арменский успешно защитил кандидатскую диссертацию на тему «Пространственный метод регулирования двухфазного асинхронного двигателя», работал старшим преподавателем, доцентом. В 1958 году кандидат технических наук, доцент Е. В. Арменский был назначен деканом факультета «Электронные вычислительные устройства и средства автоматики» МИФИ.
Наиболее знаменательным в биографии Е. В. Арменского стал 1962 год. В этом году решением Правительства СССР был организован Московский институт электронного машиностроения (МИЭМ), призванный обеспечить подготовку специалистов для быстро развивающейся электронной промышленности. Евгений Викторинович Арменский был назначен ректором нового института, возглавил его формирование и становление. Именно в этот период в полной мере раскрылись его выдающиеся организаторские и педагогические способности.
С 1969 года доктор технических наук, профессор. В 1973 году ему присвоено почётное звание «Заслуженный деятель науки и техники РСФСР». В 1984 году — Лауреат Государственной премии СССР — за создание и внедрение в промышленность сверхвысоковакуумных магниторазрядных насосов и высоковакуумных средств технологического и научного оборудования электронной техники (в составе научного коллектива).
Являлся членом КПСС. Неоднократно избирался членом Калининского РК КПСС города Москвы. Дважды избирался делегатом съездов КПСС.
В 1987 году Е. В. Арменский оставил пост ректора МИЭМ и сосредоточился на педагогической, научной и общественной работе.

## Научно-педагогическая и общественная деятельность
Профессор Е. В. Арменский хорошо известен своими монографиями и учебниками, изданными на русском и иностранных языках. Эти книги стали классическими настольными пособиями для специалистов и студентов практически во всех научных и учебных центрах, занимающихся электромашинными устройствами. Наиболее известен созданный им в соавторстве с Фалком Г. Б. классический учебник «Электрические микромашины» (1968 г.), переживший несколько изданий и переводов.
Под его руководством выполнены и защищены 6 докторских и свыше 30 кандидатских диссертаций. Он является членом нескольких диссертационных советов по присуждению учёной степени доктора наук.
Е. В. Арменский был основателем и Президентом Благотворительного фонда поддержки науки и образования, носившим его имя.

## Семья
Жена Валентина Николаевна Арменская, двое детей. Сын Александр Арменский, дочь Надежда Вертоградова.

## Правительственные награды
За боевые заслуги в годы Великой Отечественной войны награждён орденами
- Красной Звезды
- Отечественной войны I и II степени

медалями
- «За боевые заслуги»
- «За освобождение Праги»
- «За победу над Германией в Великой Отечественной войне 1941—1945 гг.»

Заслуги Евгения Викториновича Арменского перед отечественной наукой и образованием отмечены орденами
- Ленина
- Трудового Красного Знамени
- Октябрьской революции
- Знак Почёта
- Дружбы
- Почёта

и многими медалями.